# Vasyl Shuptar
Vasyl Ivanovych Shuptar (en ukrainien : Василь Іванович Шуптар, né le 27 janvier 1991 à Terebovlia) est un lutteur libre ukrainien.
Il remporte la médaille de bronze lors des Championnats du monde de lutte 2015.